# Alan Hull

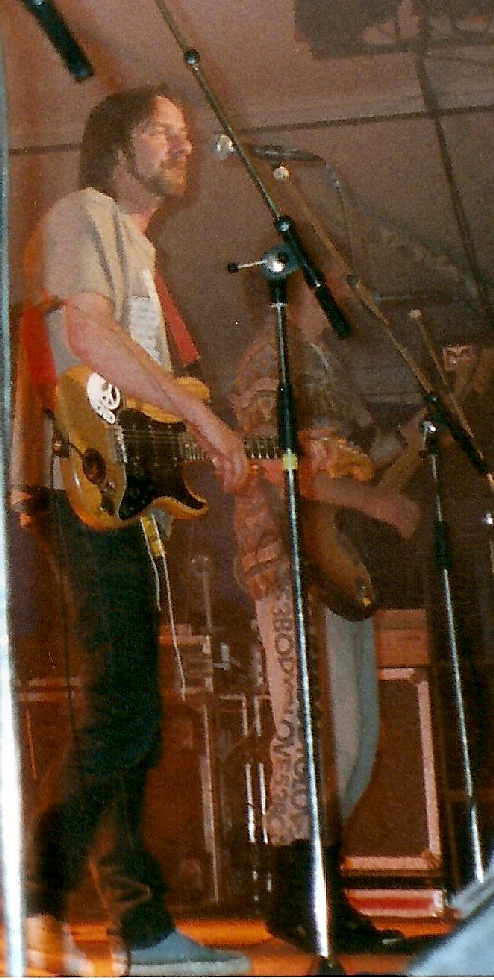
Alan Hull

James Alan Hull (Benwell (Newcastle upon Tyne), 20 februari 1945 - Newcastle, 17 november 1995) was een Brits singer-songwriter, bekend als mede-oprichter en zanger / gitarist van de folkrock-band Lindisfarne.

## Levensloop
Hull zat al snel in de muziek toen hij in zijn jeugd (1962) lid werd van de band The Chosen Few, samen met pianist/toetsenist Mickey Gallagher, die later nog zou werken met Ian Dury. Geld verdienen deed hij met zijn beroep als verpleger in een psychiatrisch ziekenhuis; als hij vrij was trad hij op in het plaatselijke circuit van cafés en andere horecagelegenheden. Na The Chosen Few richtte hij nog bands op als Brethren en Downtown Faction. Hij viel op en mocht een single opnemen: We can swing together, dat later opnieuw opgenomen werd als uitvoering van Lindisfarne. In 1968 ontstond Lindisfarne. We can swing together bleef tot het eind van Lindisfarne eind jaren negentig een van de lievelingscomposities van band en publiek.
Lindisfarne tekende een contract bij het fameuze Charisma Records, waarvoor ook Genesis en Van der Graaf Generator getekend hadden. Hull bleef gedurende de rest van zijn leven verbonden aan allerlei versies die er van Lindisfarne zijn geweest. De eerste albums waren populair en werden goed ontvangen. Na Dingly Dell kwam de klad erin en viel Lindisfarne uiteen. Hull vormde met Ray Jackson een tweede versie van de band, de rest ging verder als Jack the Lad (4 albums). Lindisfarne was niet genoeg voor Hull; hij bracht zijn eerste solo-muziekalbum uit en een boek vol gedichten: Mocking Horse.
In 1975 leek het definitief gedaan met Lindisfarne, in een tijd dat alle folkbands het moeilijk hadden. Hull concentreerde zich nu volledig op zijn solocarrière, daarin bijgestaan door (ex-)leden van Lindisfarne. Hij formeerde een nieuwe groep: Radiator.
In december 1977 kwam Lindisfarne onverwachts weer bij elkaar na een kerstshow in een overvolle Newcastle City Hall. Dat optreden beviel zo goed dat de band weer van voor af aan begon. Ondertussen onderhield Hull zijn solocarrière en was hij ook maatschappelijk in de weer als medewerker van de Labour Party. Tijdens de opnamen van een nieuw album (Statues and Liberties) kwam Hull plotseling te overlijden als gevolg van trombose rond het hart.
Lindisfarne sukkelde nog wat verder, maar al snel was duidelijk dat de overgebleven leden het zonder Hull niet redden en werd de band opgeheven.

## Discografie

### Singles
Waarschijnlijk zijn onderstaande singles alleen in het Verenigd Koninkrijk uitgebracht:
- "We can swing together" / "Obadiah's grave" (1970)
- "Numbers" / "Drinking song" / "One off Pat" (1973)
- "Justanothersadsong" / "Waiting" (1973)
- "Dan the plan" / "One more bottle of wine" (1975)
- "One more bottle of wine" / "Squire" (1975)
- "Crazy woman" / "Golden oldies" (1975)
- "I wish you well" / "Love is the answer" (1979)
- "A walk in the sea" / "Corporation rock" (1979)
- "Malvinas melody" / "Ode to a taxman" (1983)

### Albums
- 1973: Pipedream;
- 1975: Squire;
- 1979: Phantoms ;
- 1983: On The Other Side;
- 1988: Another Little Adventure;
- 1994:  Back to Basics;
- 1996: Statues & Liberties;
- 1998: When War Is Over;
- 2005: We Can Swing Together (verzamelalbum).

- Biblioteca Nacional de España: XX1799701
- International Standard Name Identifier: 0000 0001 1563 9278
- Library of Congress Control Number: no98027074
- MusicBrainz: 719cc31e-7ee8-45f6-801c-6ca1d6e4f641
- Nationale bibliotheek van Australië: 62238270
- Nederlandse Thesaurus van Auteursnamen: 142757985
- Virtual International Authority File: 29145039